# Марк Кавендіш
Марк Кавендіш (італ. Mark Cavendish, нар. 21 травня 1985, Острів Мен, Велика Британія) — британський велогонщик, срібний призер Олімпійських ігор 2016 року, чотириразовий чемпіон світу, рекордсмен по кількості перемог на етапах Тур де Франс (35 перемог)

## Виступи на Олімпіадах
| Олімпіада           | Дисципліна    | Місце |
| ------------------- | ------------- | ----- |
| Пекін 2008          | медісон       | 9     |
| Лондон 2012         | групова гонка | 29    |
| Ріо-де-Жанейро 2016 | омніум        | 2     |

## Зовнішні посилання
- Марк Кавендіш — олімпійська статистика на сайті Sports-Reference.com (англ.) (архівна версія)